# Parque Delicias
El parque Delicias o parque de las Delicias es un gran parque de Zaragoza de 93 294 m² de superficie situado junto al Barrio de Delicias en el terreno del que fuera hospital psiquiátrico Nuestra Señora del Pilar.
El parque cerrado por trece puertas tiene un horario de apertura de 8 a 21 h (otoño-invierno) y de 7 a 24 h (primavera-verano). 
En el año 1995 fue inaugurado en dos ocasiones. La primera fue el día 25 de febrero, por el alcalde de la ciudad, Antonio González Triviño y la segunda por las asociaciones vecinales del barrio en el mes de abril.

## Descripción
En el parque destaca ante todo su variedad de vegetación con grandes zonas de arbustos y árboles de coníferas.
Las zonas acuáticas son otro punto destacable con un gran estanque y un total de 7 fuentes. No destacan en el parque grandes monumentos. Únicamente una escultura de gres termorrefractario con engobes, sobre pedestal de hormigón, que representa una semilla a punto de germinar, creada en 1985 por el Colectivo de Ceramistas de la plaza San Felipe con motivo de la Feria Nacional de Cerámica Creativa.

## Fiestas de las Delicias
Como cada año a primeros de septiembre se celebran las fiestas del barrio.